# Campeonato Nacional de Atletismo de Paraguay de 2014
El Campeonato de la Victoria o el Torneo de la Victoria de 2014 fue disputado en la Secretaría Nacional de Deportes en la ciudad de Asunción, organizado por la Federación Paraguaya de Atletismo. Fue la edición número 64.
La competición sirve como el Campeonato Nacional de Atletismo en pista y campo para la República del Paraguay, siendo el campeonato nacional de atletismo más importante de dicho país.
Dicho competición vio la última participación de representante de Paraguay en los Juegos Olímpicos de 2004, 2008 y 2012, Leryn Franco.
El campeonato terminó siendo más exitoso para los atletas del Paraguay Marathon Club, entre otros clubes, con varias atletas logrando primer puesto en sus disciplinas, respectivamente.
ABC Color hizo referencia a Paola Miranda y Víctor Fatecha como los mejores atletas del campeonato.

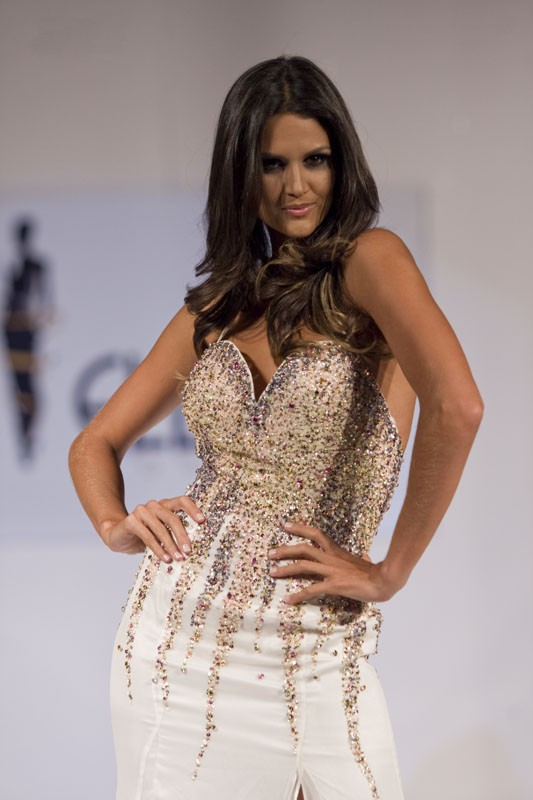
El campeonato de 2014 fue el último de Leryn Franco como atleta

## Resultados
- Los resultados fueron publicados por la página oficial de la FPA.[4]